# إدوارد كريستيان
إدوارد كريستيان (بالإنجليزية: Edward Christian)‏ (14 سبتمبر 1858 في المملكة المتحدة - 3 أبريل 1934) هو لاعب كرة قدم بريطاني (وحمل سابقاً جنسية المملكة المتحدة لبريطانيا العظمى وأيرلندا) في مركز الدفاع. شارك مع منتخب إنجلترا لكرة القدم. أما مع النوادي، فقد لعب مع Old Etonians F.C. ‏.

## وصلات خارجية
- إدوارد كريستيان على موقع قاعدة بيانات كرة القدم.إي يو (الإنجليزية)
- إدوارد كريستيان على موقع ناشيونال فوتبول تيمز (الإنجليزية)
- إدوارد كريستيان على موقع عالم كرة القدم.نت (الإنجليزية)